# Tenejapa
Tenejapa è un comune del Messico, situato nello stato di Chiapas.